# 팀 매코드
팀 매코드(Tim McCord, 1979년 6월 28일 ~ )는 미국의 베이시스트로, 에바네센스의 일원으로 활동하고 있다.